# Radoslav Král
Radoslav Král (20 februari 1974) is een voormalig profvoetballer uit Slowakije, die zijn actieve loopbaan in 2009 afsloot bij het Poolse Polonia Bytom.

## Interlandcarrière
Hij speelde als centrale verdediger en maakte deel uit van het Slowaaks voetbalelftal dat onder leiding van bondscoach Dušan Radolský deelnam aan het voetbaltoernooi bij de Olympische Spelen in Sydney. Daar leed de ploeg in de eerste ronde twee nederlagen, tegen achtereenvolgens Brazilië (3-1) en Japan (2-1), waarna Zuid-Afrika in het afsluitende groepsduel met 2-1 werd verslagen. Král was een van de drie dispensatiespelers.

## Erelijst
MFK Košice
- Slowaaks landskampioen

1997, 1998, 2002